# رود والریک
رود والریک (به لاتین: Valerik) (به روسی: Валери́к) 
(به چچنی: Валарта) یک رود در روسیه است که در چچن واقع شده‌است.